# Serie A 1964/1965
Soutěžní ročník Serie A 1964/1965 byl 63. ročník nejvyšší italské fotbalové ligy a 33. ročník pod názvem Serie A. Konal se od 13. září 1964 do 6. června 1965 a skončila vítězstvím Interu, které získalo po 2 letech celkem devátý titul.
Nejlepšími střelci byli italové Sandro Mazzola (Inter) a Alberto Orlando (Fiorentina), kteří vstřelili 17 branek.

## Události

### Před sezonou
Nováčci soutěže: Varese, Cagliari a Foggia & Incedit se představilo poprvé v nejvyšší lize.
Obhájce titulu Boloňa se před sezonou neposílila a ani neprodala žádného známého hráče. Velké příchody zaznamenal Inter, když se posílilo o Domenghiniho (Atalanta) a Joaquína Peira (Turín). Do Říma se vrátili z hostování Schnellinger a Nicolè (Mantova), naopak odešel  Orlando (Fiorentina) a dvojice Fontana a Sormani (oba Sampdoria). Konec kariéry ohlásil Giorgio Ghezzi (Milán).
Další změny byli: Dino Sani (Milán → Corinthians), Francisco Lojacono (Fiorentina → Sampdoria), Gianfranco Petris (Fiorentina → Lazio), Bruno Bolchi (Verona → Atalanta), Angelo Anquilletti (Solbiatese → Atalanta), Horst Szymaniak (Inter → Varese), Nené (Juventus → Cagliari), Nestor Combin (Lyon → Juventus), Mario Bertini (Empoli → Fiorentina), Lorenzo Buffon (Fiorentina → Ivrea), Sergio Brighenti (Modena → Turín), Gastone Bean (Janov → Neapol)

### Během sezony
K zisku titulu mířil Milán již od začátku sezony. Dne 15. listopadu vyhrál derby 3:0 a dostal se do vedení o 5 bodů před městským rivalem a na začátku února to bylo již o 7 bodů. Poté začala vítězná série Interu: osm vítězství v řadě, včetně 5:2 v odvetném utkání v derby, což mu umožnilo dostat se do vedení ligy. Poté se sice Milán do vedení vrátil, jenže 16. května přišla domácí porážka proti Římu a to stálo titul, který nakonec vyhrál Inter o 4 body. Nerazzurri potvrdili že mají skvělí tým a k titulu přidali také obhajobu v poháru PMEZ i Interkontinentálním poháru. Na 3. místě se umístilo se ztrátou 10 bodů od mistra Turín, což byl nejlepší umístění od mistrovské sezony 1948/49.
O sestup se hrálo opět do posledního kola. Tři nováčci se zachránili, naproti tomu se Mantova a Messina sestoupila. Poslední tým který sestoupil byl Janov na úkor městského rivala Sampdorie, která v posledním kole uhrála důležitou remízu.

## Účastníci
| Klub              | Město     | Stadion                   | Trenér                                                               | Nejlepší střelec                          |
| ----------------- | --------- | ------------------------- | -------------------------------------------------------------------- | ----------------------------------------- |
| Atalanta          | Bergamo   | Stadio Comunale           | Ferruccio Valcareggi                                                 | Bruno Petroni (7)                         |
| Boloňa            | Boloňa    | Stadio Comunale           | Fulvio Bernardini                                                    | Harald Nielsen (13)                       |
| Cagliari          | Cagliari  | Stadio Amsicora           | Arturo Silvestri                                                     | Luigi Riva (9)                            |
| Catania           | Catania   | Stadio Cibali             | Carmelo Di Bella                                                     | Carlo Facchin (13)                        |
| Fiorentina        | Florencie | Stadio Comunale           | Giuseppe Chiappella                                                  | Alberto Orlando (17)                      |
| Foggia            | Foggia    | Stadio Pino Zaccheria     | Oronzo Pugliese                                                      | Cosimo Nocera (10)                        |
| Janov             | Janov     | Stadio Luigi Ferraris     | Paulo Amaral (1.–8. kolo) Roberto Lerici                             | Gianfranco Zigoni (8)                     |
| Inter             | Milán     | Stadio San Siro           | Helenio Herrera                                                      | Sandro Mazzola (17)                       |
| Juventus          | Turín     | Stadio Comunale di Torino | Heriberto Herrera                                                    | Giampaolo Menichelli (11)                 |
| Lanerossi Vicenza | Vicenza   | Stadio Romeo Menti        | Manlio Scopigno                                                      | Luís Vinício (12)                         |
| Lazio             | Řím       | Stadio Olimpico           | Umberto Mannocci                                                     | Nello Governato, Antonio Renna (4)        |
| Mantova           | Mantova   | Stadio Danilo Martelli    | Oscar Montez (1.–5. kolo) Giovanni Bonanno (6.–7. kolo) Giacomo Mari | Nicola Ciccolo (9)                        |
| Messina           | Messina   | Stadio Giovanni Celeste   | Antonio Colomban                                                     | Romano Bagatti (10)                       |
| Milán             | Milán     | Stadio San Siro           | Nils Liedholm + Giuseppe Viani                                       | Amarildo (15)                             |
| Řím               | Řím       | Stadio Olimpico           | Juan Carlos Lorenzo                                                  | Antonio Angelillo, Fulvio Francesconi (7) |
| Sampdoria         | Janov     | Stadio Luigi Ferraris     | Ernst Ocwirk (1.–18. kolo) Giuseppe Baldini                          | José Ricardo da Silva (8)                 |
| Turín             | Turín     | Stadio Comunale di Torino | Nereo Rocco                                                          | Giorgio Ferrini, Luigi Simoni (10)        |
| Varese            | Varese    | Stadio Franco Ossola      | Héctor Puricelli + Antonio Busini                                    | Vincenzo Traspedini (8)                   |

## Tabulka
| Poř. | Tým               | Z  | V  | R  | P  | VG | OG | B  |
| ---- | ----------------- | -- | -- | -- | -- | -- | -- | -- |
| 1.   | Inter             | 34 | 22 | 10 | 2  | 68 | 29 | 54 |
| 2.   | Milán             | 34 | 21 | 9  | 4  | 52 | 23 | 51 |
| 3.   | Turín             | 34 | 16 | 12 | 6  | 48 | 27 | 44 |
| 4.   | Juventus          | 34 | 15 | 11 | 8  | 43 | 24 | 41 |
| 5.   | Fiorentina        | 34 | 16 | 9  | 9  | 52 | 37 | 41 |
| 6.   | Boloňa            | 34 | 11 | 12 | 11 | 43 | 42 | 34 |
| 7.   | Cagliari          | 34 | 13 | 8  | 13 | 33 | 35 | 34 |
| 8.   | Catania           | 34 | 12 | 8  | 14 | 46 | 51 | 32 |
| 9.   | Foggia & Incedit  | 34 | 10 | 11 | 13 | 26 | 30 | 31 |
| 10.  | Řím               | 34 | 8  | 15 | 11 | 29 | 35 | 31 |
| 11.  | Varese            | 34 | 8  | 14 | 12 | 28 | 37 | 30 |
| 12.  | Lanerossi Vicenza | 34 | 10 | 10 | 14 | 33 | 44 | 30 |
| 13.  | Atalanta          | 34 | 7  | 16 | 11 | 19 | 28 | 30 |
| 14.  | Lazio             | 34 | 8  | 13 | 13 | 25 | 38 | 29 |
| 15.  | Sampdoria         | 34 | 9  | 11 | 14 | 19 | 30 | 29 |
| 16.  | Janov             | 34 | 8  | 12 | 14 | 30 | 46 | 28 |
| 17.  | Messina           | 34 | 7  | 8  | 19 | 26 | 44 | 22 |
| 18.  | Mantova           | 34 | 7  | 7  | 20 | 20 | 40 | 21 |

Poznámky
- Z = Odehrané zápasy; V = Vítězství; R = Remízy; P = Prohry; VG = Vstřelené góly; OG = Obdržené góly; B = Body
- za výhru 2 body, za remízu 1 bod, za prohru 0 bodů.
- při rovnosti bodů rozhodovalo skóre.

|  | Mistr ligy a přímý postup do poháru PMEZ 1965/66 |
|  | Přímý postup do poháru PVP 1965/66               |
|  | Přímý postup do VP 1965/66                       |
|  | Sestup do Serie B                                |

## Statistiky

### Výsledková tabulka
|            | Atalanta | Boloňa | Cagliari | Catania | Fiorentina | Foggia | Janov | Inter | Juventus | L. Vicenza | Lazio | Mantova | Messina | Milán | Řím | Sampdoria | Turín | Varese |
| ---------- | -------- | ------ | -------- | ------- | ---------- | ------ | ----- | ----- | -------- | ---------- | ----- | ------- | ------- | ----- | --- | --------- | ----- | ------ |
| Atalanta   | –        | 2:0    | 0:1      | 0:0     | 2:1        | 1:0    | 0:2   | 1:3   | 0:0      | 1:0        | 1:1   | 2:1     | 0:1     | 1:1   | 1:0 | 0:0       | 0:0   | 0:0    |
| Boloňa     | 1:1      | –      | 1:3      | 3:0     | 3:1        | 4:2    | 2:1   | 0:0   | 1:1      | 3:0        | 2:0   | 4:1     | 3:0     | 0:2   | 1:2 | 0:1       | 1:0   | 3:0    |
| Cagliari   | 0:1      | 0:0    | –        | 2:0     | 1:1        | 0:1    | 2:1   | 0:2   | 1:0      | 2:1        | 3:0   | 2:1     | 2:1     | 2:1   | 1:0 | 1:1       | 0:1   | 1:1    |
| Catania    | 4:1      | 4:0    | 2:1      | –       | 0:2        | 1:0    | 3:2   | 2:3   | 3:1      | 2:0        | 3:0   | 1:1     | 4:2     | 1:1   | 4:0 | 1:0       | 1:1   | 0:0    |
| Fiorentina | 1:0      | 2:1    | 2:0      | 5:0     | –          | 3:1    | 5:0   | 2:2   | 1:0      | 4:1        | 1:0   | 2:0     | 1:1     | 0:0   | 2:0 | 0:1       | 2:0   | 1:0    |
| Foggia     | 1:1      | 2:2    | 1:2      | 1:0     | 0:0        | –      | 0:0   | 3:2   | 1:0      | 1:0        | 1:0   | 1:0     | 1:0     | 1:2   | 0:0 | 1:1       | 1:2   | 3:0    |
| Janov      | 0:0      | 0:0    | 1:1      | 1:1     | 4:1        | 1:0    | –     | 1:2   | 0:1      | 3:1        | 1:0   | 0:0     | 2:0     | 0:0   | 0:0 | 2:1       | 1:2   | 0:1    |
| Inter      | 1:0      | 2:0    | 3:0      | 5:1     | 6:2        | 2:0    | 4:1   | –     | 1:1      | 3:2        | 3:0   | 1:0     | 3:1     | 5:2   | 0:0 | 3:2       | 2:2   | 0:0    |
| Juventus   | 0:0      | 1:0    | 0:0      | 4:1     | 1:0        | 1:0    | 7:0   | 0:2   | –        | 3:1        | 0:0   | 1:0     | 1:0     | 2:2   | 1:0 | 2:0       | 1:1   | 3:2    |
| L. Vicenza | 2:2      | 1:1    | 1:0      | 2:0     | 1:1        | 0:1    | 0:0   | 1:1   | 1:3      | –          | 2:1   | 1:0     | 2:1     | 2:3   | 1:0 | 0:0       | 0:0   | 3:2    |
| Lazio      | 0:0      | 1:1    | 1:0      | 2:2     | 0:1        | 2:1    | 1:1   | 1:1   | 0:2      | 0:0        | –     | 2:0     | 2:1     | 0:0   | 0:0 | 2:0       | 1:1   | 3:1    |
| Mantova    | 2:0      | 0:1    | 2:2      | 1:0     | 0:0        | 0:0    | 2:0   | 0:1   | 1:0      | 0:1        | 1:3   | –       | 2:0     | 0:4   | 0:0 | 1:0       | 1:2   | 3:1    |
| Messina    | 1:0      | 3:3    | 0:0      | 2:1     | 0:3        | 0:0    | 1:0   | 0:1   | 1:1      | 0:0        | 4:0   | 2:0     | –       | 0:2   | 1:2 | 2:2       | 0:1   | 0:1    |
| Milán      | 2:0      | 3:1    | 1:0      | 1:1     | 2:0        | 1:0    | 1:0   | 3:0   | 1:0      | 0:1        | 2:1   | 2:0     | 2:0     | –     | 0:2 | 3:0       | 1:1   | 1:0    |
| Řím        | 0:0      | 1:1    | 2:1      | 2:1     | 3:3        | 1:0    | 1:1   | 1:3   | 1:1      | 0:0        | 0:0   | 0:0     | 0:1     | 1:2   | –   | 1:0       | 2:2   | 5:2    |
| Sampdoria  | 1:0      | 0:0    | 1:0      | 0:1     | 3:0        | 1:1    | 0:1   | 0:1   | 1:0      | 0:3        | 0:0   | 1:0     | 0:0     | 0:2   | 1:0 | –         | 0:0   | 0:0    |
| Turín      | 1:1      | 5:0    | 4:0      | 2:1     | 3:1        | 0:0    | 4:1   | 0:0   | 0:3      | 3:0        | 2:0   | 2:0     | 1:0     | 1:2   | 3:1 | 0:1       | –     | 1:0    |
| Varese     | 0:0      | 0:0    | 0:2      | 3:0     | 1:1        | 0:0    | 2:2   | 0:0   | 1:1      | 3:2        | 0:1   | 1:0     | 1:0     | 0:0   | 1:1 | 2:0       | 2:0   | –      |

### Střelecká listina
| Pořadí | Jméno                | Klub       | Branky |
| ------ | -------------------- | ---------- | ------ |
| 1.     | Sandro Mazzola       | Inter      | 17     |
| 1.     | Alberto Orlando      | Fiorentina | 17     |
| 3.     | Amarildo             | Milán      | 15     |
| 4.     | Carlo Facchin        | Catania    | 13     |
| 4.     | Harald Nielsen       | Boloňa     | 13     |
| 6.     | Giancarlo Danova     | Catania    | 12     |
| 6.     | Paolo Ferrario       | Milán      | 12     |
| 6.     | Luís Vinício         | L. Vicenza | 12     |
| 9.     | Helmut Haller        | Boloňa     | 11     |
| 9.     | Giampaolo Menichelli | Juventus   | 11     |

## Vítěz
| Serie A Vítěz pro rok 1964/65 |
| ----------------------------- |
| FC Inter Milán                |
|                               |